# Okakura Kakuzō
Okakura Kakuzō (岡倉 覚三, Yokohama, 14 de fevereiro de 1862 – 2 de setembro de 1913) (também conhecido como 岡倉 天心 Okakura Tenshin) foi um pintor, escritor, intelectual e estudioso japonês das artes, com grandes contribuições para o desenvolvimento das artes no Japão. Fora do país é principalmente lembrado como o autor de O Livro do Chá.

## Biografia
Nascido em Yokohama, em 14 de fevereiro de 1862, seus pais eram originalmente de Fukui. Seu pai era um respeitado comerciante de seda em Fukui. Okakura aprendeu inglês enquanto estudava em uma escola missionária cristã, dirigida por Dr. Curtis Hepburn. Aos 15 anos, ingressou na Universidade de Tóquio, onde conheceu o professor de Harvard, Ernest Fenollosa, de quem foi aluno. Em 1886, foi indicado como diretor de música do Ministério da Educação, posição onde não ficou muito tempo. Em 1889, co-fundou o jornal Kokka (國華).
Em 1887, foi um dos principais fundadores da Escola de Arte de Tóquio (東京美術学校 Tōkyō Bijutsu Gakkō), tornando-se seu diretor um ano depois. Posteriormente, fundaria também o Instituto de Arte do Japão, junto de Hashimoto Gahō e Yokoyama Taikan. Foi convidado por William Sturgis Bigelow para visitar e conhecer o Museu de Artes de Boston, em 1904, tornando-se o primeiro diretor da divisão de arte asiática, em 1910.

## Obras
Sendo um urbanista sensível e de percepção internacional, Okakura tornaria-se o primeiro decano, no Período Meiji, da Escola de Artes de Tóquio, posteriormente fundida com a Escola de Música, para formar a atual Universidade de Artes de Tóquio. Todos os seus principais trabalhos foram escritos em inglês. Estudou as artes tradicionais do Japão e viajou para a Europa, Estados Unidos, China e Índia. Okakura enfatizava a importância da arte oriental para o mundo ocidental, tentando trazer sua influência para a arte e literatura que, na época, eram em parte dominadas pela cultura ocidental.
Seu livro de 1903 sobre a história cultural e artística asiática, "Os Ideais do Oriente com Especial Referência à Arte do Japão", foi publicado às vésperas da Guerra Russo-Japonesa, e é famoso por seu parágrafo de abertura captar a essência espiritual da Ásia, que se distingue fundamentalmente do Ocidente:
| “ | Ásia é única. O Himalaia divide, apenas para acentuar, duas grandes civilizações: a chinesa, do comunismo e de Confúcio e a indiana, com o individualismo dos Vedas. Mas nem mesmo as barreiras nevadas podem interromper por um momento aquela ampla extensão de amor pelo Último e Universal, que é a herança comum de pensamento de toda raça asiática, permitindo-lhes produzir todas as grandes religiões do mundo e distingui-las dos povos marítimos do Mediterrâneo e do Báltico, que adoram se debruçar sobre o Particular e procurar os significados, não o objetivo, da vida. | ” |

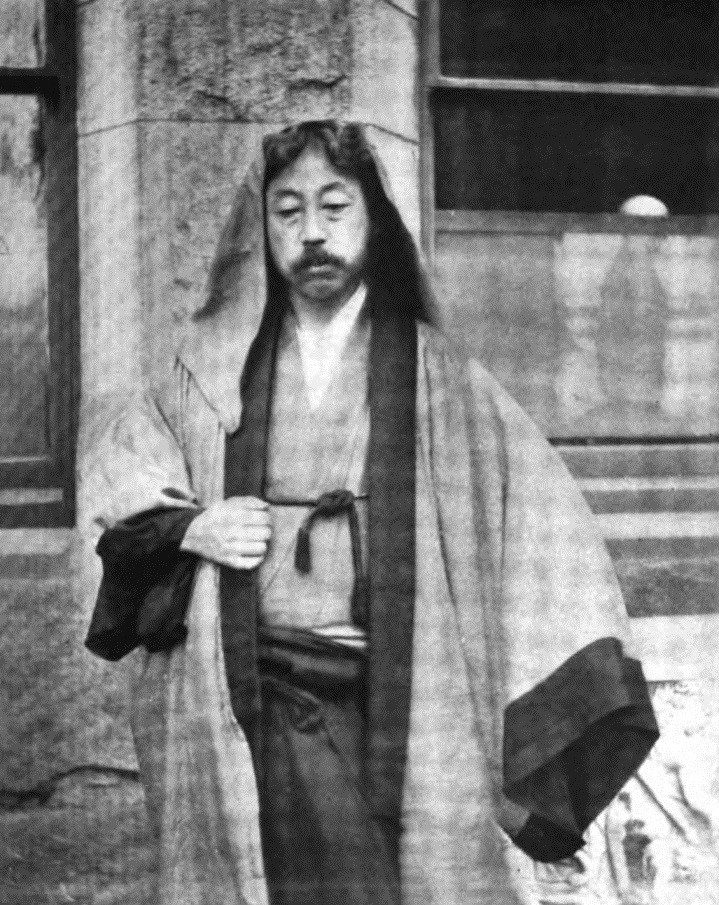
Okakura Kakuzō

Seu livro seguinte, O Despertar do Japão, publicado em 1904, argumenta a que "a glória do ocidente é a humilhação da Ásia". Este livro foi um dos primeiros a defender o Pan-asianismo, que é uma ideologia que promove a união de todos os povos do continente asiático. Okakura também aponta que a rápida modernização do Japão não foi comemorada por toda a Ásia, alegando que o povo japonês quis tanto se identificar com a civilização europeia que seus vizinhos os consideravam como renegados, incorporando o "desastre branco".
Junto de Ernest Fenollosa, Okakuro é celebrado por salvar a Nihonga, pintura tradicional japonesa, que corria o risco de ser substituída pela Yōga, um estilo ocidental, defendido por Kuroda Seiki. Hoje acredita-se que não havia uma séria ameaça à pintura tradicional japonesa, porém sabe-se que Okakura foi de extrema importância para a modernização da estética japonesa, tendo reconhecido a necessidade de preservar a herança cultural do Japão e, portanto, foi um dos principais reformadores durante o período de modernização do Japão, começando com a Restauração Meiji.
Fora do Japão, Okakura influenciou, direta ou indiretamente, muitos artistas, incluindo Swami Vivekananda, o filósofo Martin Heidegger, o poeta Ezra Pound e Rabindranath Tagore, a pintora impressionista Lilla Cabot Perry e a patrocinadora das artes, Isabella Stewart Gardner, de quem era amigo pessoal, tendo organizado várias cerimônias do chã em sua residência, em Boston.

## Morte
Ao visitar a família em Tóquio, em 1913, Okakuro ficou doente, provavelmente de gripe e morreu em 12 de setembro do mesmo ano.